# Bambamarca (distrito de Bolívar)
Bambamarca é um distrito do Peru, localizado na Província Bolívar, Departamento La Libertad.

## Transporte
O distrito de Bambamarca é servido pela seguinte rodovia:
- PE-10B, que liga a cidade de Chugay ao distrito de Huicungo (Região de San Martín)
- LI-124, que liga o distrito à cidade de Patáz
- LI-125, que liga o distrito à cidade de Patáz [1][2][3]